# Independência do Panamá da Espanha

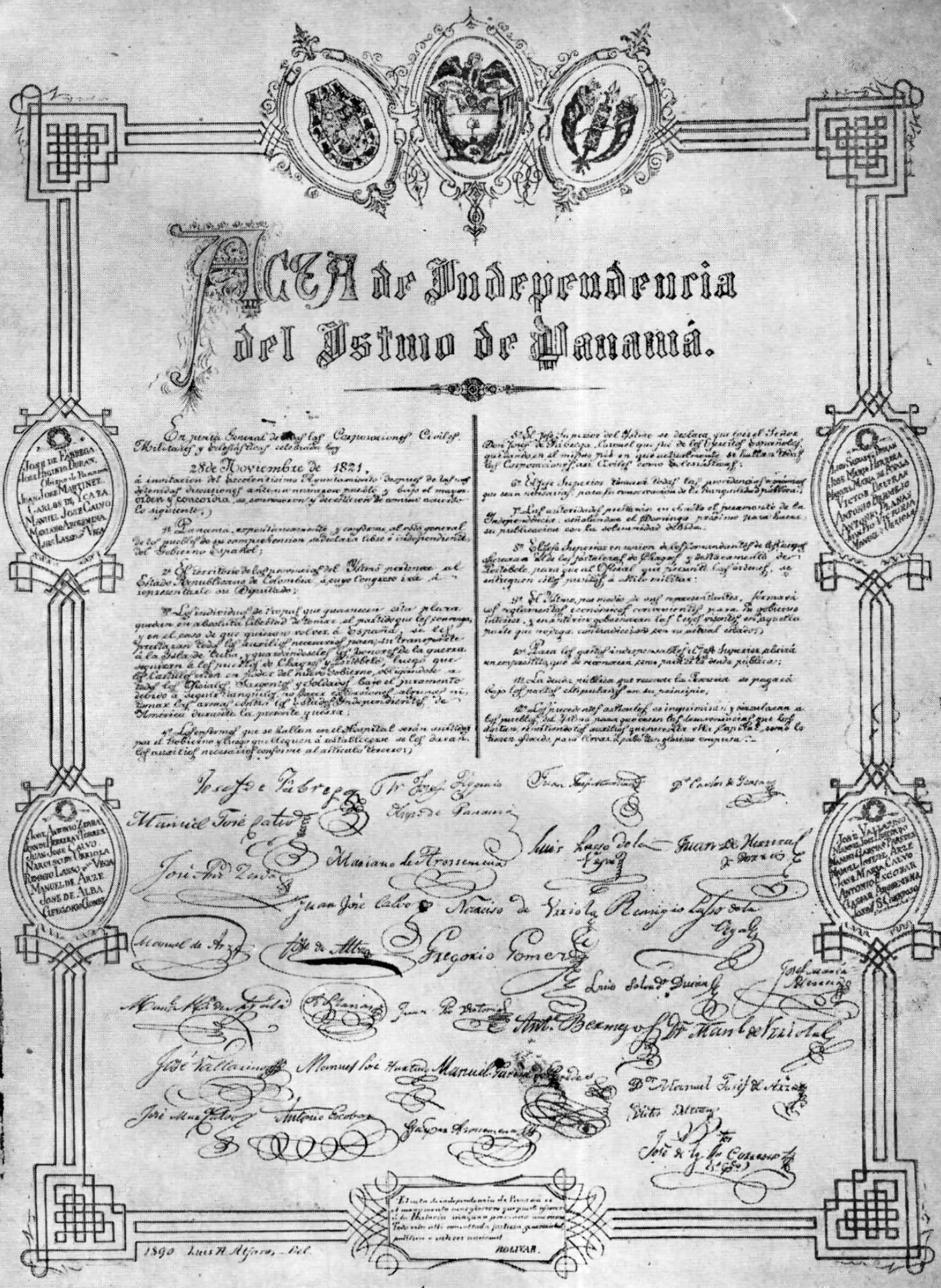
Ato de Independência do Panamá

A independência do Panamá da Espanha foi realizada por meio de uma revolta sem derramamento de sangue entre 10 de novembro de 1821 e 28 de novembro de 1821. Aproveitando a oportunidade, quando o governador espanhol deixou o Panamá para marchar contra os rebeldes equatorianos, José de Fábrega liderou o esforço pela independência. Os rebeldes da pequena cidade de Villa de Los Santos fizeram a primeira declaração de independência e o movimento rapidamente se espalhou pela capital. Temendo que a Espanha retomasse o país, os rebeldes rapidamente se juntaram à Grã-Colômbia.

## História
As tentativas iniciais de libertar o Panamá da Espanha vieram de libertadores sul-americanos, não panamenhos, que viam o Panamá como um elo estratégico, tanto política quanto militarmente, entre a América do Sul e os estados da América Central. Já em 1787, o venezuelano Francisco de Miranda tentou atrair o interesse dos britânicos para um projeto de canal no Panamá para aumentar o comércio para a Grã-Bretanha, em troca de apoio militar para sustentar as esperanças de independência da América do Sul. O ataque de Napoleão, que depôs o monarca espanhol em 1807, levou ao impulso pela independência em toda a América do Sul por Simón Bolívar. Embora Bolívar não tenha posto os pés no Panamá, ele defendeu a independência, declarando em sua "Carta da Jamaica" de 1815 que a independência do Panamá geraria oportunidades de comércio. Em 1819, o escocês Gregor MacGregor liderou uma tentativa fracassada de libertar o Panamá.
Quando o zelo revolucionário sul-americano depôs o vice-reinado de Nova Granada, Juan de la Cruz Mourgeón, fugiu para o Panamá e foi declarado governador. Mourgeón foi enviado ao Equador para lutar contra os separatistas e nomeou José de Fábrega como seu sucessor. Assim que Mourgeón partiu, Fábrega aproveitou o momento para a independência do Panamá.
Em 10 de novembro de 1821, o primeiro apelo à independência foi feito na pequena cidade provinciana de Villa de los Santos. Chamado de "Primer Grito de Independencia de la Villa de Los Santos" (Grito pela Independência), ele acendeu rebeldes em todo o interior do Panamá. Usando subornos para reprimir a resistência das tropas espanholas e angariar sua deserção, os rebeldes ganharam o controle da Cidade do Panamá sem derramamento de sangue. Em 20 de novembro de 1821, Fábrega proclamou a independência do Panamá na Cidade do Panamá. Uma reunião aberta foi realizada com mercadores, proprietários de terras e elites, que temendo retaliação da Espanha e interrupção do comércio, decidiram se juntar à República da Grande Colômbia e redigiram a Lei de Independência do Panamá. 